# Orajõe (Häädemeeste)
Orajõe – wieś w Estonii, w prowincji Parnawa, w gminie Häädemeeste.